# Ямаґуті Цутому
Цутому Ямаґуті (нар. 16 березня 1916, Японія — 4 січня 2010, Нагасакі) — японець, один з небагатьох людей, які пережили обидва атомні бомбардування японських міст Хіросіма і Нагасакі. Працював на суднобудівному заводі в Хіросімі. Опинившись за три кілометри від епіцентру ядерного вибуху, він отримав сильні опіки. Цутому Ямагуті в паніці з іншими людьми поїхав поїздом у Нагасакі, але американці завдали і туди ядерний удар. Він був єдиною людиною, чиє перебування в Хіросімі і Нагасакі під час бомбардувань офіційно визнано. Цутому Ямагуті був зарахований до хібакуся (жертви бомбардування) після бомбардування Нагасакі 9 серпня 1945 року, а 24 березня 2009 року уряд Японії офіційно підтвердив, що він також був і в Хіросімі під час першого атомного бомбардування. У 2009 році Ямагуті дізнався, що вмирає від раку шлунка. Він помер 4 січня 2010 року в Нагасакі у віці 93 роки.